# Drážov (přírodní památka)
Drážov je přírodní památka u Zdounek v okrese Kroměříž. Důvodem ochrany jsou stráně s teplomilnými společenstvy.